# 爪やすり

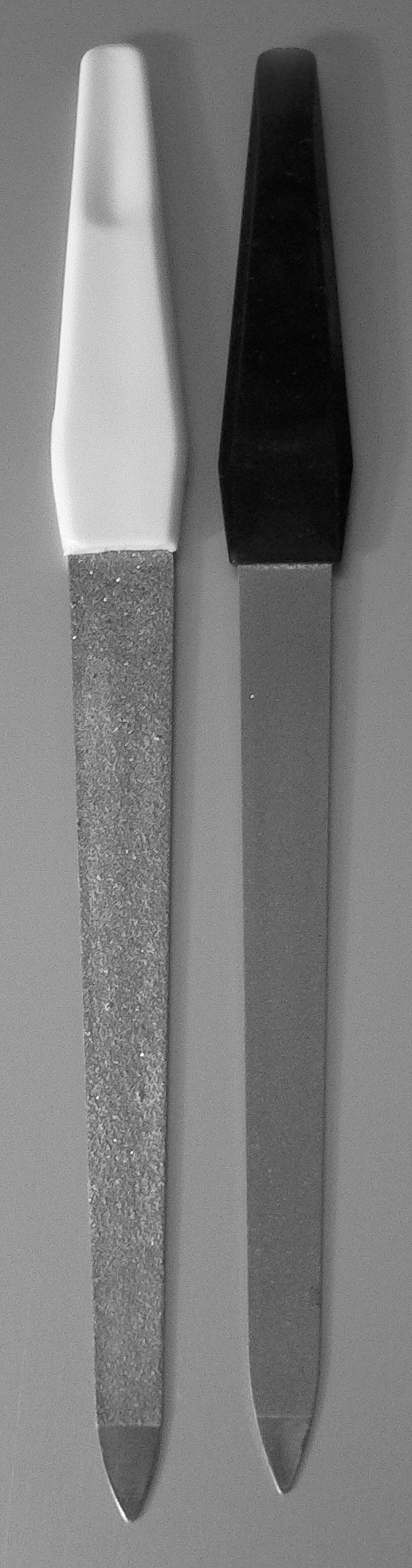
サファイヤの爪やすり

爪やすり（つめやすり）は爪の手入れに用いるやすりの一種である。爪の角質を落とし整える為に用いる。

## 概要
主に爪切りによる切断後、爪をなめらかに整えるのに用いる。爪切りのてこの裏側にやすり目を切ったものもあるが、専用品としてやすり単体で市販されている。
多くは研磨材であるサファイヤの粉末を、薄い金属板に電着メッキによって付着させたもので、表裏で異なる粗さにしてある場合が多い。ネイルケアとして手の爪用、足の爪用別に用意される事もあり、やすりの目の細かさにも大きく差がある。また薄いステンレス板にやすり目を切ったもの、強化ガラス製で磨りガラス状にしたもの、ビトリファイド砥石製で小型の軽石状のものもある。また、エメリーボードと称し、単なる紙やすりを薄い板に貼り付けただけのものもある。

## その他
前近代では、爪切り後は軽石で削ったことが『葉隠』（1716年前後）聞書第一・63に記述が見られ、山本常朝によれば、『葉隠』から5、60年前（17世紀）の武士は、軽石で爪を削った後、コガネグサ（黄金草）で磨いたとする。英語版の「歴史」の項目でも、マリー・アントワネット（18世紀後半）は軽石を用いたと記述される。